# كنيسة الشفاعة (نوفوتشركاسك)
كنيسة شفاعة مريم العذراء (بالروسية: Церковь Покрова Пресвятой Богородицы)، هي كنيسة روسية أرثوذكسية تقع في نوفوتشركاسك، روستوف أوبلاست، روسيا، بنيت عام 1908.

## تاريخ
في بداية القرن العشرين، بعد صدور بيان أكتوبر عام 1905 الذي منح مواطني الإمبراطورية الروسية حرية الفكر، قرر المؤمنون القدامى من نوفوتشركاسك بناء كنيستهم الخاصة في المدينة.
تبرّع دميتري فيدوروفيتش بيدالاكوف بمزرعته مع اثنين من المنازل الحجرية في شارع بوكتوفايا لبناء الكنيسة الجديدة، التي أنجزت في عام 1907. وتم إنجاز اللوحة الداخلية من قبل الفنان إيفان فيودوروفيتش بوبوف،  والذي شارك أيضا في لوحة كاتدرائية نوفوتشركاسك.
بعد ثورة أكتوبر، دمرت الكنيسة.

صور
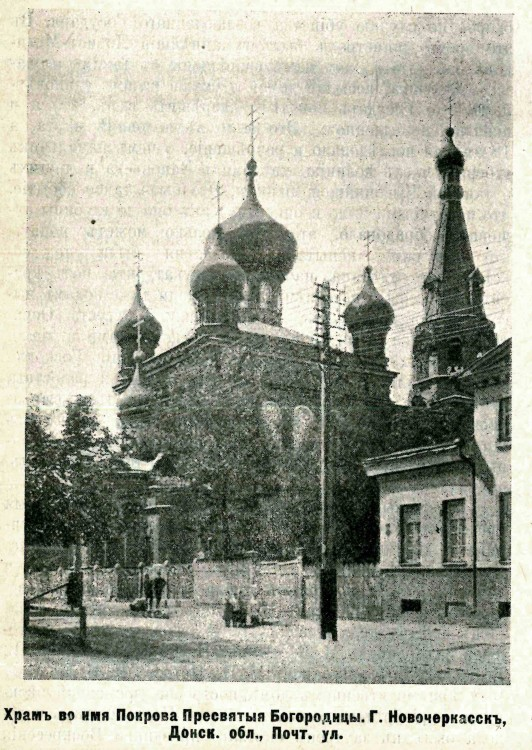
من الخارج
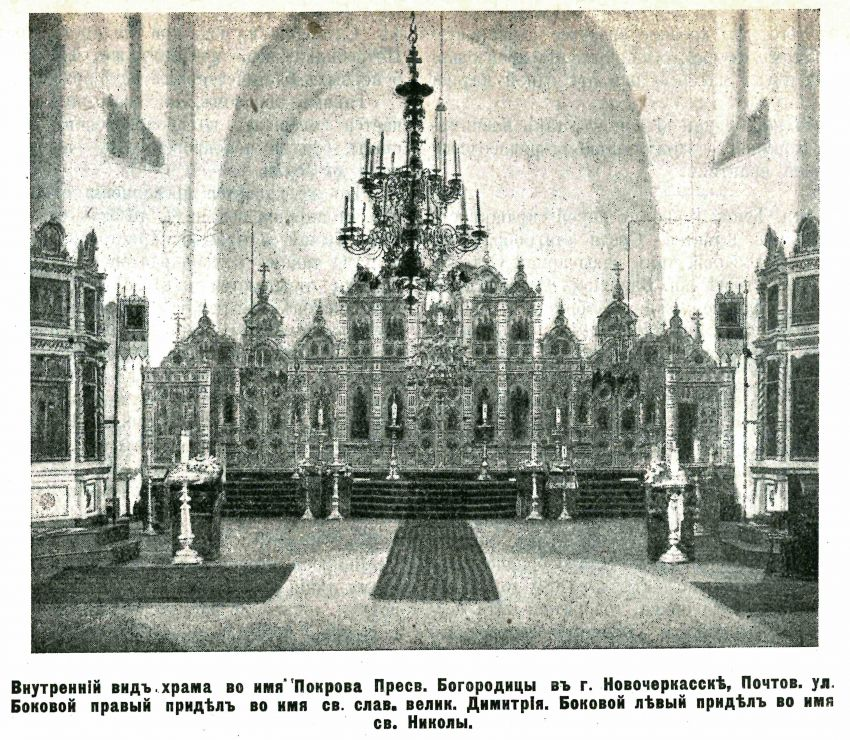
من الداخل